# Exclusion Bill

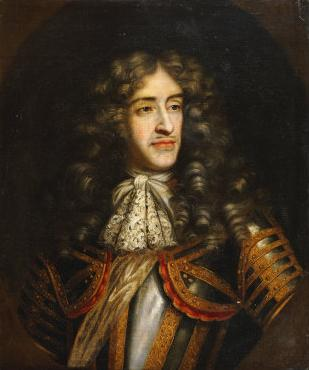
Jacobus Stuart

De Exclusion Bill was een wetsvoorstel van het Engelse parlement uit 1679. Het moest voorkomen dat de katholieke en pro-Franse Jacobus (1633-1701), koning van Engeland zou worden.

## Voorgeschiedenis
In 1660 werd in Engeland de Stuart-dynastie hersteld toen Karel II (1630-1685), zoon van de in 1649 in Whitehall onthoofde Karel I de macht in handen nam. Nadat eind jaren zeventig duidelijk werd dat Karel geen wettige nakomelingen zou voortbrengen, was het gevolg dat zijn broer Jacobus, hertog van York, zijn opvolger zou worden.
Jacobus was echter getrouwd met de Italiaanse Maria van Modena en was onder haar invloed een overtuigd katholiek geworden.

## Het Whig-parlement

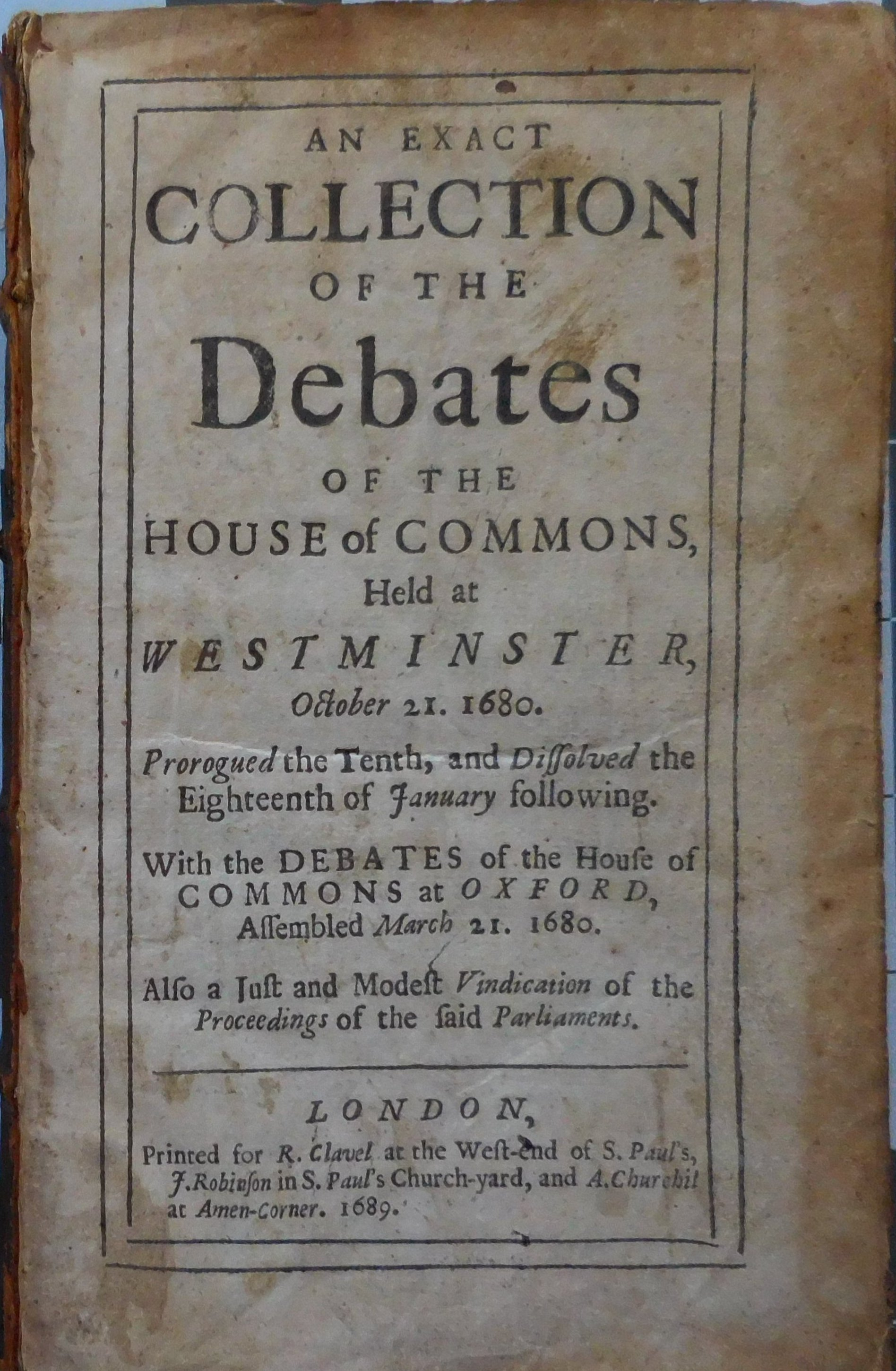
Verslag van de debatten (later bekend als Hansard), die in het Exclusion Bill-parlement van 1680 werden gehouden

Na de Engelse Burgeroorlog werd de politiek van de Restauratie gedomineerd door de Cavaliers. Na negentien jaar de dienst te hebben uitgemaakt, werd het parlement door Karel II ontbonden omdat hij een onafhankelijker koers wilde varen. Dit parlement dat bijna twee decennia gezeteld had, staat bekend als het Cavalier-parlement. Er ontstonden in Engeland twee politieke stromingen: de Whigs en de Tories. In het nieuwe parlement dat in 1679 gevormd was, zaten voornamelijk Whigs. De Whigs waren voor een constitutionele monarchie en vaak protestants. Deze partij was voortgekomen uit de ‘Green Ribbon Club’, een groep edelen en intellectuelen rond Anthony Ashley Cooper, Lord Shaftesbury. In de loop der jaren was Shaftesbury steeds agressiever tegen de vermeende invloed van katholieken aan het Engelse hof gaan fulmineren. De hetze van de fictieve Paapse samenzwering bood de Whigs een argument om te ijveren voor uitsluiting van Jacobus II. Dit nieuwe parlement dat het Cavalier Parliament opvolgde, wordt het Exclusion Bill-parlement genoemd. Het kwam eind 1680 bijeen en zetelde drie maanden.

## De Exclusion Bill
Toen duidelijk werd dat Jacobus Karel II zou opvolgen, wilde het Whig-parlement dat niet accepteren. Jacobus was katholiek, pro-Frankrijk en autocratisch; allemaal zaken waar de Whigs tegen waren. Daarom werd in 1679 de Exclusion Bill in het parlement ingediend. Ze moest voorkomen dat Jacobus koning werd: het plan bestond erin, Karels bastaardzoon Monmouth als rechtmatige troonsopvolger te laten erkennen. De onstuimige Monmouth, een zoon van Karels gewezen minnares Lucy Walter, was een populair man bij het gewone volk en had in Schotland zijn sporen verdiend door opstootjes van covenanters de kop in te drukken. Indien bewezen kon worden dat Monmouth een wettig kind van Karel was, lag de weg vrij voor een voortzetting van de protestantse monarchie. Robert Ferguson, een Schotse priester, vervalste een document dat moest bewijzen dat Karel indertijd in het geheim met de in 1658 gestorven Lucy Walter was getrouwd, waardoor Catharina van Bragança Karels tweede vrouw zou zijn.
Om het aannemen van de wet te verhinderen, zag koning Karel II zich gedwongen het parlement driemaal te ontbinden. Hij legde een openbare verklaring af waarin hij zwoer dat hij nooit met iemand anders dan Catharina gehuwd was geweest en trachtte de zittingen van het nieuwe Exclusion Bill Parliament zo lang mogelijk uit te stellen. In de tussentijd had hij zijn broer Jacobus naar Schotland gestuurd, waar hij minder in de publieke belangstelling zou staan. Shaftesbury bestookte de koning echter met petities. Toen het nieuwe parlement in oktober 1680 bijeenkwam, diende hij zijn Exclusion Bill in het House of Commons in. Shaftesbury liet Monmouth een tournee door de steden van West-Engeland maken, waar hij een grote aanhang kende, en in het parlement pleitte hij ervoor Karel II te dwingen tot hertrouwen; zo niet, zouden de Commons alle belastingheffingen moeten weigeren. Dit voorstel werd evenwel door het House of Lords verworpen, en Karel II hield voet bij stuk. In januari 1681 Old Style oefende hij wederom zijn koninklijk voorrecht uit om het parlement te ontbinden.

## Het Oxford-parlement

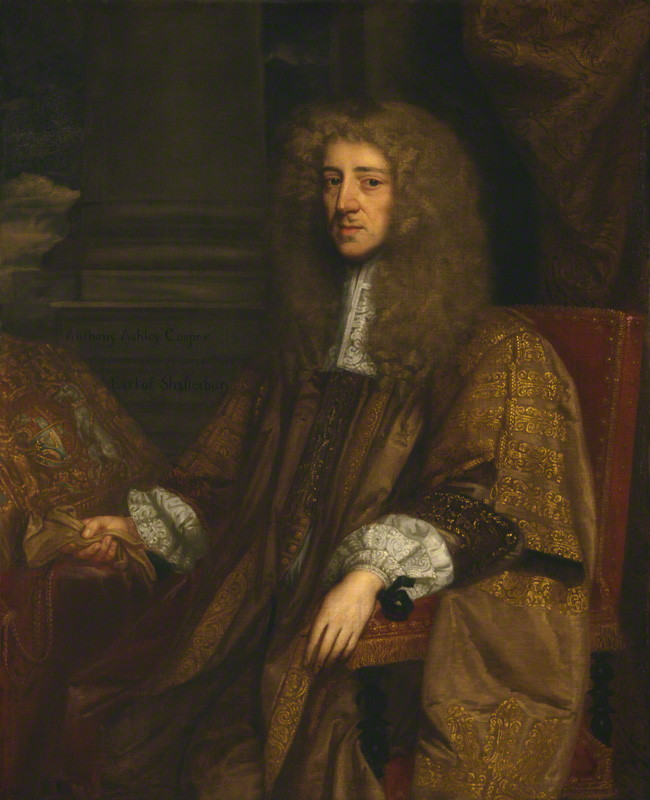
Lord Shaftesbury, leider van de ‘Green Ribbons’, die algauw Whigs werden genoemd.

De zaak van de Whigs had een stabiele machtsbasis in Londen. De stad Oxford daarentegen was vanouds een royalistisch bolwerk geweest, en tijdens de Engelse Burgeroorlog had Karel I vanuit Oxford een alternatieve regering gevormd. Daarop riep Karel II het parlement in maart 1681 bijeen in Oxford, redenerend dat de Whigs hier op veel minder bijval zouden kunnen rekenen dan in de hoofdstad. Dit Oxford-parlement was het laatste parlement dat onder Karel II zou zetelen. Shaftesbury en zijn aanhang begaven zich op militante wijze naar Oxford; in hun hoeden droegen ze blauwe linten met de slogan ‘No popery, no slavery!’. Karel II trok met zijn favoriete minnaressen Portsmouth en Nell Gwyn naar Oxford en hield een toespraak voor het nieuwe parlement, waarin hij nogmaals op zijn voorrecht hamerde. Shaftesbury diende een verzoek bij de koning in om Monmouth als troonsopvolger te erkennen, waarop de koning verklaarde dat hij ‘niet een van diegenen was die met de jaren angstiger worden, maar dat hij integendeel steeds vastberadener werd, des te dichter hij het graf naderde.’
De Whigs eisten eveneens het recht op, in het parlement in Oxford de Ierse baronet Edward Fitzharris te mogen verhoren. Die beweerde dat hij de ware toedracht kende achter de dood van Sir Edmund Berry Godfrey, de magistraat die als eerste de fantastische samenzweringstheorieën van Titus Oates en Israel Tonge had onderzocht en vervolgens dood was aangetroffen. Fitzharris had, op aansporing van Shaftesbury, voor een rechtbank in Middlesex verklaard dat de hertog van York zelf, de gewezen groot-schatbewaarder Lord Danby en Koningin Catharina de moord op Berry Godfrey hadden beraamd. Karel II weigerde Fitzharris in het Oxford-parlement te laten verhoren, omdat dit in zijn ogen slechts uitstel van een hoe dan ook onafwendbare rechtszaak wegens hoogverraad was. Fitzharris’ motieven zijn nooit opgehelderd, maar de Whigs hadden er belang bij dat het antikatholicisme onder het volk naar aanleiding van de Paapse samenzwering in stand werd gehouden.
Vier dagen later betrad Karel II het House of Lords in Oxford en haalde eensklaps zijn ceremoniële gewaden tevoorschijn. Hij ontbond formeel het Oxford-parlement en vertrok in zijn koets. Het parlement had zodoende één week gezeteld. Op 8 april 1681 publiceerde de koning een verdediging van zijn acties, A Declaration to all His Loving Subjects, Touching the Causes & Reasons That moved Him to Dissolve the Two Last Parliaments, die hij in alle kerken liet voorlezen. Karel II stelde hierin dat hij, gezien de ervaringen van de Engelse Burgeroorlog, onmogelijk kon instemmen met een wet die een ‘nieuwe onnatuurlijke oorlog’ zou uitlokken, of die het noodzakelijk zou maken ‘een permanent leger te onderhouden om de regering en de nationale vrede te bewaren’. Niet publiekelijk bekend was het feit dat zijn absolutistische neef Lodewijk XIV van Frankrijk hem in de tussentijd voldoende geld had gegeven om te kunnen overleven zonder dotaties van het parlement, zoals was vastgelegd in het geheime Verdrag van Dover. Als tegenprestatie zou hij naar mogelijkheid de belangen van de Engelse katholieken behartigen en te gepasten tijde zelf katholiek worden: deze bekering werd uiteindelijk in 1685 op zijn sterfbed uitgevoerd door zijn oude vriend, pastoor John Huddleston.
Shaftesbury werd gerechtelijk vervolgd: het machtsvertoon van de Whigs in Oxford zou een privémilitie zijn geweest. Hij had voordien reeds een gevangenisstraf in de Tower of London uitgezeten en sukkelde met zijn gezondheid; John Locke had hem namelijk in 1666 aan de lever geopereerd en sindsdien droeg hij een metalen buis in zijn lichaam. Hij werd opnieuw in de Tower opgesloten, maar er bleek onvoldoende bewijsmateriaal te zijn om hem wegens verraad te kunnen vervolgen. Op 24 november 1681 werd hij vrijgesproken. Shaftesbury vluchtte naar de Nederlanden, alwaar hij in 1683 overleed.
De aanstootgevende linten waarmee de Whigs in Oxford hadden gepronkt, waren gemaakt door Stephen College, een protestantse timmerman. Die werd in Londen voor het gerecht gesleept, maar de Whig-gezinde jury aldaar weigerde hem schuldig te verklaren. Daarop liet Karel II hem in Oxford nogmaals berechten. Op 24 augustus werd College wegens hoogverraad opgehangen, uiteen getrokken en gevierendeeld. Hetzelfde lot was Edward Fitzharris beschoren. Titus Oates werd uit zijn gesponsorde vertrekken gegooid omdat hij op Fitzharris’ proces als getuige was opgetreden.

## Nasleep
Nu de Exclusion Bill niet was goedgekeurd - het parlement was immers ontbonden - kon Jacobus in 1685 toch koning worden. Monmouth poogde een amateuristische staatsgreep te plegen, maar werd op 6 juli 1685 verpletterend verslagen in de slag bij Sedgemoor en vervolgens geëxecuteerd. Jacobus’ regeerperiode zou echter maar van korte duur zijn. Het autocratische, pro-Franse en pro-katholieke beleid zorgde voor grote interne conflicten die in 1688 tot de Glorious Revolution zouden leiden. De sympathisanten van Jacobus werden bekend als Jakobieten. Jacobus’ zoon en later zijn kleinzoon bleven tot halverwege de 18de eeuw aanspraak maken op de (inmiddels Britse) troon.

## Absalom and Achitophel
Omstreeks 1680 circuleerden in Engeland talloze anonieme pamfletten voor en tegen de Exclusion Bill. Verschillende opruiende Whig-schrijfselen werden in opdracht van de overheid in beslag genomen door Sir Roger L'Estrange, eigenaar van een koningsgezinde krant, die op zijn beurt pamfletten tegen de Exclusion Bill verspreidde. Ten minste één pamflet als antwoord op de Whig-retoriek stamt waarschijnlijk van de beroemde toneelschrijver John Dryden, die als hofdichter een trouwe Tory was en zijn broodheer Karel II te vuur en te zwaard verdedigde. De gewezen Speaker Edward Seymour zou Dryden hebben opgedragen, een satirisch werk te schrijven dat de publieke opinie ten faveure van de koning kon beïnvloeden. Het resultaat hiervan was het eerste deel van het versepos Absalom and Achitophel, dat in november 1681 anoniem verscheen maar binnen enkele dagen als een meesterwerk van Dryden werd geïdentificeerd. In Absalom and Achitophel beschrijft de Poet Laureate de geniepige intriges en agressieve retoriek die het land verdeelden als een Bijbelse allegorie ten tijde van Koning David. De dichter kan daarnaast ook een persoonlijk motief hebben gehad: de oude Lord Stafford was door het bedrog van Titus Oates ten onrechte ter dood veroordeeld en terechtgesteld. Burggraaf Stafford was een neef van Lady Elizabeth Howard, Drydens echtgenote. Shaftesbury wordt in deze vlijmscherpe satire als een landverrader afgeschilderd, wiens enige doel het omverwerpen van de openbare orde lijkt te zijn. Het is een klassiek dichtwerk uit de Engelse literatuur geworden.